# UFB DUAL
UFB DUAL（ユーエフビー デュアル）は、株式会社ウォーターデザインが製造するウルトラファインバブル（UFB）発生用の配管接続型ノズル装置である。特許取得済のデュアル構造技術を用いて、流量や水圧低下を最小限に抑えつつ、水道水に含まれる空気をナノ化し、大量のUFBを安定生成できる製品として利用されている。

## 概要
UFB DUALは「家庭内全体の水道に導入できるUFB生成装置が欲しい」という不動産会社の要望をきっかけに開発された。当初課題となったのは、配管内でのバブル安定性や水圧低下の問題であったが、透析施設での長期使用による効果検証を経て、安全性と安定性が証明された。

## 特徴
UFB DUALは、以下のような技術的特徴を持つ。
- 特許デュアル構造：圧力損失を約4％以内に抑え、水圧の低下を最小限にする構造（特許第6182715号）。
- 電源・薬剤不要：水道配管に取り付けるだけで使用可能で、外部電源や空気供給が不要。
- 長期安定性：常圧下でもナノバブルが長時間安定して存在。
- 飲料水適合性：日本の水道機器認証（WO77-11004-237）および飲用適合証書を取得済み[3][4]。

## 主な用途
- 人工透析施設における配管洗浄、スケール除去
- 駅や商業施設のトイレ配管における尿石対策[5]
- 一般家庭における浴槽追い炊き配管の洗浄や保湿、洗浄効果の向上
- 食品工場・ホテル・美容院などでの洗浄効果向上、設備メンテナンス性の改善
- 大成建設の研究施設において導入[6]

## 製品仕様
以下が主な製品ラインナップである。
| 型番   | 配管サイズ   | 全長  | 材質                      | 認証番号       |
| ------ | ------------ | ----- | ------------------------- | -------------- |
| HU13型 | 13A (G1/2)   | 51mm  | 鉛フリー黄銅、SUS304、POM | WO77-11004-237 |
| HU20型 | 20A (R20)    | 92mm  | 鉛フリー黄銅、SUS304、POM | WO77-11004-237 |
| HU25型 | 25A (R25)    | 104mm | 鉛フリー黄銅、SUS304、POM | WO77-11004-237 |
| HU40型 | 40A (R1 1/2) | 144mm | 鉛フリー黄銅、SUS304、POM | WO77-11004-237 |

## 社会的評価
2025年3月、『日経トレンディ』誌にてUFB DUALの活用事例が紹介され、産業用配管洗浄や環境改善効果について特集された。また、経済産業省九州経済産業局もファインバブル技術の有望事例として紹介している。